# Yasur

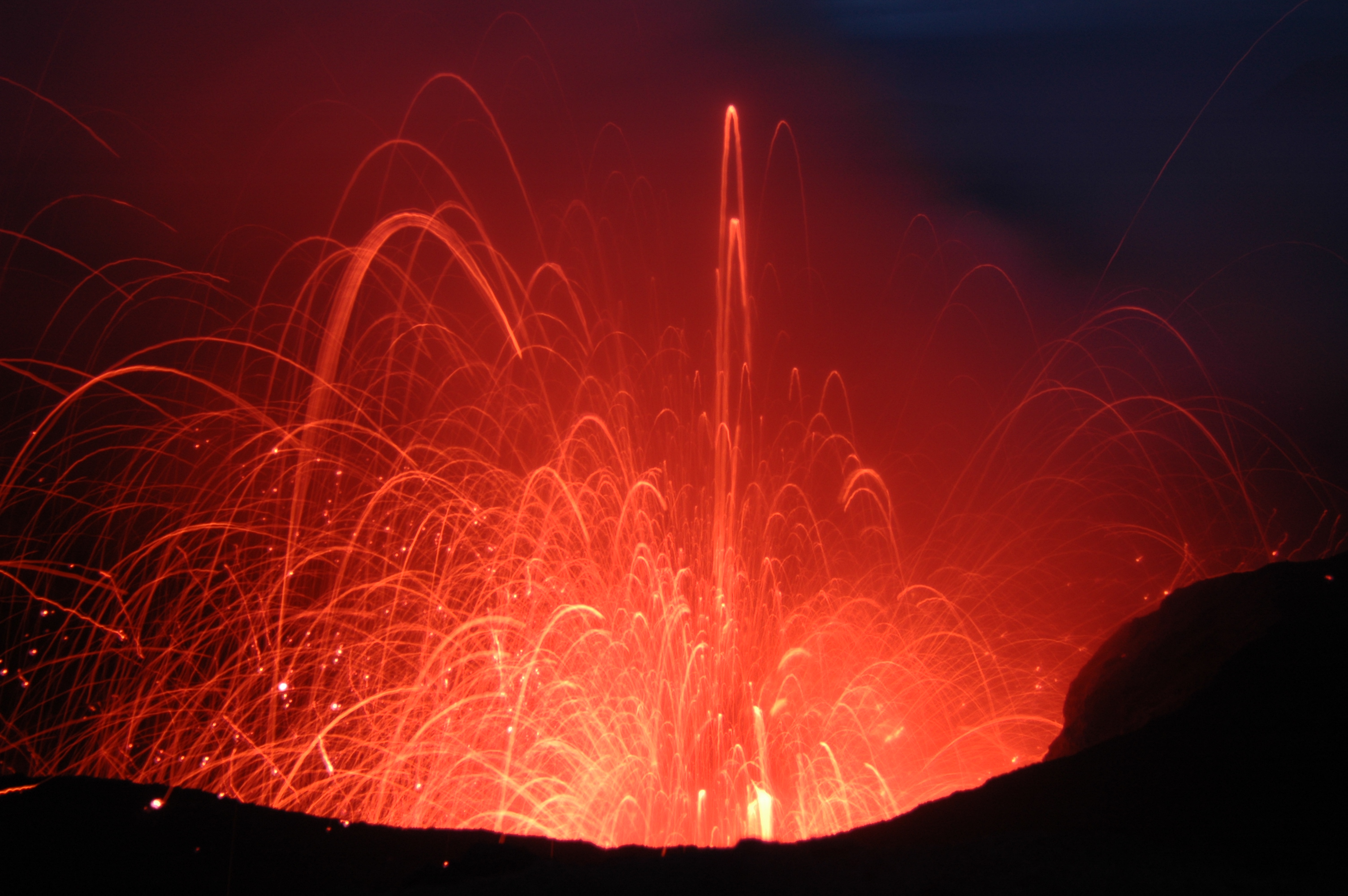
Opspattend lava in de krater

De Yasur is een stratovulkaan op het Vanuataanse eiland Tanna. 
Hoewel de Yasur een actieve vulkaan is, is deze toch makkelijk toegankelijk. De wanden zijn niet erg steil. De vulkaan is 361 meter hoog en de krater heeft een doorsnee van zo'n 400 meter.
De vulkaan ontstond doordat de Australische Plaat onder de Pacifische Plaat schuift. Hij barst meermalen per dag uit en deze uitbarstingen zijn van het Stromboli-type.
Yasur ligt ten zuidoosten van de hogere berg Tukosmera en is een heilig gebied voor de aanhangers van de John Frum cargocult. Daarnaast is het een belangrijke toeristische trekpleister.